# Mon cœur au ralenti (roman)
Pour les articles homonymes, voir Mon cœur au ralenti (homonymie).
Mon cœur au ralenti est un roman du journaliste et grand reporter Maurice Dekobra paru en 1924 aux éditions Baudinière. Le récit narre les aventures et les déboires de Gérard Dextrier qui devient au cours de l'histoire le prince Sélimane, avant qu'il rencontre Lady Diana Wynham.
Maurice de Kobra publie ce roman en 1924,  et précède dans la chronologie La Madone des sleepings , livre qui connaîtra un grand succès, lors de sa sortie, en 1926. Les deux romans seront adaptés au cinéma.

## Résumé
Le français Gérard Dextrier est un homme du monde qui connait des déboires financiers. En désespoir de  cause, il part s'installer à New York, ville où il fait la connaissance d'un personnage étrange nommé Alfierini, qui décide de monter un plan en utilisant le jeune Gérard. Alfiéri s'engage dès lors à financer la résurrection mondaine du Français en lui achetant le titre de Prince Seliman. Il devra épouser la belle et richissime veuve, Griselda Turner, puis de faire profiter Alfierini de sa fortune, mais tout ne se passera pas comme prévu car Griselda Turner a une fille prénommé Évelyn, jeune femme sous l'emprise de l'opium qui s'éprend profondément de Gérard.

## Citations
- « Les amants ne sont-ils pas toujours les adversaires qui s'aiment à couteaux tirés ? », in Mon cœur au ralenti, éd. Baudinière, 1924, p. 270.

## Personnages
- Prince Seliman (Gérard Dextrier) : aventurier français, personnage central du roman (et narrateur du récit)
- Griselda Turner : richissime américaine
- Evelyn Turner : fille de Griselda
- Lady Diana Wynham : aventurière écossaise, veuve d'un ambassadeur britannique qui va embaucher Gérard comme secrétaire.

## Adaptations
- 1928 : Mon cœur au ralenti, film français réalisé par Marco de Gastyne avec Olaf Fjord dans le rôle du Prince Seliman (Gérard Dextrier), Choura Milena dans le rôle d'Evelyn Turner et Juliette Compton dans le rôle de Lady Winham.